# Вахидов, Сайид Габдульминанович
Сайи́д (Сейид) Габдульмина́нович (Абдулмананович) Вахи́дов (Вахитов, Вахиди) (31 мая 1887 года, с. Ташбильги, Казанская губерния — 5 января 1938 года) — историк-востоковед, археограф; специалист по истории Татарстана и других тюркских народов СССР; знаток арабского, персидского и турецкого языков; собиратель и исследователь восточных рукописей.

## Биография
Работал в Казани, заведовал отделом восточных рукописей Центрального Музея Татароведения, преподавал в вузах Казани.
В 1937-38 работал по договору в Институте Востоковедения АН СССР.
Арестован в 1938 и репрессирован как «националист» («султангалиевщина»).

## Труды
- Исследование ярлыка Сагиб-Гирей-Хана. ИОИАЭКУ. 1925. Т. 33, вып. 1. С. 61-92
- Ярлык хана Сахиб-Гирея. ВНОТ. № 1-2. 1925. С. 29-37
- Вахидов С. Г. Татарские легенды о прошлом Камско-Волжского края // Вестник Научного общества татароведения, № 4 за 1926 — С. 82-91.

## Известные адреса
- Казань, улица Сабанче, дом 11.[2]